# Hrehory Czetwertyński
Hrehory Czetwertyński herbu Pogoń Ruska (zm. 12 maja 1651 roku) – podkomorzy łucki w latach 1638-1651, wojski włodzimierski w latach 1627-1630.
Poseł na sejm koronacyjny 1633 roku, sejm zwyczajny 1635 roku, sejm 1638 roku, sejmu 1639 roku.